# Сјенички крављи сир
Сјенички крављи сир је врста белог масног сира у саламури, израђена од пуномасног сировог крављег млека, један је од два призната сира на суседним територијама Златиборског округа (други је златарски сир) са подручја Златиборског округа. Сир се производи у селима сјеничке и тутинске општине (осим у селима Горње Лопиже и Доње Горачиће). Веома је цењен на тржишту, посебног је укуса и прави се од крављег млека стоке која већи део године проводи на пештерским пашњацима високе нутритивне вредности. 
Иако има доста сличности са Златарским сиром (пореклом из истог округа), сјенички крављи сир се разликује, нарочито за мање информисаног потрошаче, у бројним аспектима производње и својствима производа. Од 28. фебруара 2014. године, званично је заштићен сјенички сир од крављег млека као бренд са ознаком географског порекла у Заводу за заштиту интелектуалне својине Републике Србије.

## Историја и положај региона у коме се производи
Историја Златиборске области почиње од државе Стефана Немање, Старе Рашке, или  Старог Влаха, историјске и географске области на југозападу Србије, која Обухвата области северно од реке Лима и источно од Дрине, у сливу Моравице и Увца северно од Сјенице. На западу се Стари Влах граничи са Босном, на југозападу са Херцеговином, на југоистоку са Рашком облашћу, на истоку са Шумадијом, а на северу са Колубарском облашћу.

Први помен имена Стари Влах био је у повељи Стефана Немање манастиру Студеница из 1196. године, којом рашки властелин даје манастиру поклоне у селима и људима. Тамо се, између осталог, каже: 
| „ | ’’От Косова пшеница да доходи о Михољдне… и от Старога Влаха благота (сточни и млечни производи) да доходи о Митровдне… из Зете риба да доходи’’. | ” |

 Како се Стари Влах још од средњег века сматрао подручјем са сточарством као најинтезивнијом привредном граном: захваљујући природним условима, историјски гледано овај део Србије често је прелазио из руке у руку различитих освајача и био изложен честим променама етничке структуре услед миграција становништва, што је условило  и специфичан друштвено историјски контекст производње Златарског сира на овом подручју.
Стари Влах је планинска регија, препуна пашњацима, што је утицало на то да се становништво претежно бави сточарством. Отуда и потиче име регије – „влах”, од  назива за сточара. Данас је ово подручје административно у оквирима Златиборског и Моравичког округа. Обухвата општине Прибој, Пријепоље, Нову Варош, Чајетину, Ужице, Ариље и Ивањицу, као и делове општине Сјенице. Ова област која је богата водом, има неколико масива, Златибора и Златара. Они одређују поделу Старог Влаха на Златиборски Стари Влах (обухвата планину Златибор и Ужице), Моравички Стари Влах (обухвата слив Моравице) и Златарски Стари Влах (обухвата Златар).
Као посебне мање природно-географске целине, у којима се производи сјенички крављи сир, истичу се Пештерска висораван и Сјеничка котлина. Нижи део Пештерске висоравни је Пештерско поље по којем је некада текла понорница Бороштица па је и по томе ово поље слично крашким пољима. Просечна надморска висина Пештерске висоравни је између 1.100 и 1.200 m. Сјеничку у котлину чине њен обод и Сјеничко поље које има нижу надморску висину за 100 до 150 m од Пештерске висоравни. У овом делу се налази градско насеље. Најнижи делови ове општине су Куманица на обали Лима 480 m, граница сјеничке и новопазарске општине у Белим водама 520 m и у ушће реке Кладнице у Увац 905 m надморске висине. Цео простор је скоро ограђен планинама Голијом, Јавором, Златаром, Јадовником, Гиљевом, Жилиндаром, Нинајом, Тројаном, Сухаром. Највише тачке су: Јанков камен 1.833 м, Катунић на Јадовнику 1.734 м, Озрен 1.680, Златар 1.627, Јеленак на Гиљеви 1.617, Жилиндар 1.616, Ограђеник на Јавору 1.445, Хомар 1.461, Жабрен на Сухару 1.416 и Велика Нинаја 1362 m. Читав овај изванредан природни амбијент има све карактеристике крашких површи у којој преовлађују кречњачке стене и правим примерима крашког рељефа.

## Карактеристике подручја
Карактеристике подручја са кога се добија млеко од ког се производи Сјенички крављи сир су: географске одлике и  флористички састав и вегетацијска композиција биљног покривача.

### Географија подручје
Производња млека за припрему Сјеничког крављег сира одвија се на прецизно дефинисаном географском подручју Пештерске висоравни, о чему произвођачи воде евиденцију. Такође произвођачи су дужни да системом следљивости докажу порекло хране којом хране грла за производњу млека од којег се производи Сјенички крављи сир.
Рашчлањеност рељефа
Рашчлањеност рељефа  —  Пештерске висоравни на којој се обавља испаша стоке огледа се кроз вредност која се добија рачунским путем.
ВБМС = (садржај влаге/ укупна маса  — садржај млечне масти) X 100 надморске висине.
Напомена: Висинска разлика од 1.200 м указује на знатну расчлањеност рељефа Пештерске висоравни.
Геолошки састав
Геолошки састав —  Пештерске висоравни карактерише највеће распрострањење  тријаских седимента заступљених кроз дијабазе рожнаца и кречњачко – доломитском серијом.

### Флористички састав и вегатецијска композиција биљног покривача
Напред наведене географске карактеристике Пештерске висоравни умногоме се одражавају и на флористички састав и вегетацијску композицију биљног покривача. Сама висораван је тако постављена да се налази у прелазној зони три биогеографске целине, које су обогаћене пратећом вегетацијом првенствено орогеографски дефинисаном.
На природним пашњацима заступљене су биљне врсте  доброг и средњег квалитета са аспекта исхране домаћих животиња, међу којима доминирају: жути звездан, црвена детелина, грахорице, јежевица, разне врсте вијуљка, мачји репак...

## Расни састав говеда
Расни састав говеда који је заступљен у производњи млека за израду Сјеничког крављег сира, чини:
- 90% — домаће шарено говече у типу Сименталца,
- чисти Сименталац,
- Буша,
- говеда Фрзијске расе.

## Процес производње
Прерада млека на месту производње
Примарна обрада млека на месту производње значајно утиче на очување карактеристичних својстава млека, јер се оваквим начином избегавају дуга складиштења, транспорт и мешање млека различитог квалитета. Тиме се сва својства млека преносе на Сјенички крављи сир, који поприма препознатљиве особине укуса, мириса и изгледе.
Прерада млека на месту производње у Сјенички крављи сир може обављати у малим млекарским погонима на Пештерској висоравни, као што су домаћинства, фарме, земљорадничке задруге и мале млекаре.
Мужа и филтрирање млека
Процес муже се врши код здравих грла са дефинисаног географског подручја Пештерске висоравни, у јутарњим и вечерњим сатима током целе године. Мужа млека се врши машински или ручно, а процесу муже  претходи припрема вимена краве (прање и дезинфекција).
Одмах  након  муже млеко се грубо  филтрира  кроз  платнену  тканину  и  сипа  у одговарајуће пластичне или емајлиране посуде. 
Подсиривање млека
Подсиривање млека почиње додавањем сирила у количини од око 1,5‐2 мл/л, уз стално мешање како би се постигла хомогензација. Температура млека које  се  подсирава  креће  се  у  распону  од  29‐35°C  и  одређује  се  искуствено.  Температура просторије у којој се врши подсиравање креће се у распону од 20‐25°C, а процес подсиравања траје најмање 2 сата.  Како би се сачувала температура млека, посуда у којој се врши подсиравање прекрива се платном и умотава дебљом тканином.
Обрада и цеђење груша
Формиран груш  (жетица) се након сат времена реже унакрсно и оставља да стоји пола сата до сат времена да би се издвојила сурутка. Када се издвоји сурутка груш се пребацује у платнене крпе (грудњаче) и притеже. Након неколико минута поново се пресложе грудњаче, притегну, притисну дрвеним кругом или каменом и оставе да стоје како би се издвојила сурутка.
Пресовање и сечење груде сира
Пресовањем се цеди сурутка и обликује груда сира. Маса груша није чврста тако да се у грудњачама дефинише дебљина кришке. Дебљина груша у грудњачама је од 5 цм, а процесом пресовања се своди на 3 цм, што није коначна дебљина кришке Процес пресовања траје 4‐6 сати, а крај пресовања се одређује искуствено. Дужина процеса пресовања је у вези са структуром пресека кришке, односно величином и бројем рупица на пресеку (дужим процесом пресовања добија се чвршћи сир).
Након завршеног процеса пресовања ножем се врши сечење груде на правилне кришке правоугаоног облика и димензија 10‐15 цм x 10‐15 цм, или неправилног облика дебљине 3 до 5 цм. 
Слагање и солење груда
Кришке сира се слажу у пластичну или дрвену амбалажу тако што се прво посоли дно посуде, након чега се наизменично слаже ред сира ред соли. Количина соли која се користи одређује се искуствено. Након слагања сира до врха посуде, на врх се ставља дрвени круг и камен да се сир оптерети  (притегне) или само поклопац, ако се ради о пластичној кантици. Овако припремљен сир се оставља да зри. Кришке морају бити у потопљене у сурутку и несмеју испливати на површину.
Зрење сира
У првим данима зрења сира (које траје најмање 30 дана), процес зрења почиње у просторији чија је температура од 20 до 25 °C. Затим се сир премешта у хладније просторије где се температура креће од 10 до 15 °C. У колико се након 2‐3 дана уочи појава слегања сира врши се одливање сурутке. Потом се врши допуна суда сиром и сурутком.
Нега и складиштење сира
Сјенички сир се складишти и чува у дрвеним или пластичним амбалажним јединицама на хладном месту (на приближно 10 °C) заштичен од светлости. Горе описане мере за негу сира спроводе се и током процеса складиштења.

## Својства производа
Ко је бољи — Сјенички или Златарски сир
Вечита дилема и надигравање произвођача Сјеничког и Златарског сира — чији је производ бољи — никада неће дати одговор.
 Потекли од истог, некада званог „бели масни сир”, оба производа су се временом издиференцирала, иако и даље имају сличности у бројним аспектима производње и својствима производа, нарочито за мање информисаног потрошача.

Сјенички сир је од давнина постигао значајну афирмацију и ван граница Пештерске висоравни, када су изучавањем његове технологије и утврђена карактеристична својства, која и поред променљивог, углавном мануфактурног начина израде, одолевају савременим технолошким решењима.
Сјенички крављи сир је меки пуномасни млечни производ у саламури који се производи од сировог крављег млека, чије су кришке правилних димензија дужине 10 до 15 цм и ширине 10 до 15 цм, дебљине 3 до 5 цм и тежине 200 до 500 грама. Кришке могу бити различитог облика што зависи од амбалаже, најчешће су у форми исечка, троугла или четвртастог облика, без оштећења и деформација.
Тесто сира је затворено, и нешто чвршће са малим рупицама. Боја сира је бело-жућкаста а мирис сира је млечно-кисео и јасно изражен. Укуса је карактеристичан умерено слан.
Садржај масти у сувој материји је минимиално 50 %, воде у безмасној материји 67 %. Садржај кухињске соли је 2,0 до 3,2 %.
Зрење сира траје минимум 60 дана, у анаеробним условима у саламури, на хладном месту на температури од 14 до 18 °C.
Доминантна микрофлора сјеничког сира припада родовима Лактобацилус-а и Стрептококус-а, односно варијететама Л. хелветикус и С. фекалис.
| Влага (g/100 g) | Масти (g/100 g) | Масти у сувој материји (g/100 g) | Протеини (g/100 g) | Со (g/100 g) | Пепео (g/100 g) | Извор                     |
| --------------- | --------------- | -------------------------------- | ------------------ | ------------ | --------------- | ------------------------- |
| 57,75           | 22,30           | 50,57                            | -                  | 2,52         | -               | Миочиновић и сар. (1982). |

## Производња и проблеми
Тачне количине Сјеничког крављег сира произведеног у једној години нису тачно утврђене, али процене иду од 300 до 350 тона за овчији, и до 900 до 1.200 тона за крављи сир. И док је Сјенички овчији сир сезонског карактера, крављи сир се производи током целе године. Највећи део се продаје на зеленим пијацама, директном продајом, а пре свега преко мреже трговаца и посредника са ресторанима, угоститељским објектима и дијаспором. 
У летњем периоду стока се напаса на ливадама и пашњацима и њено кретање је слободно, што омогућава квалитетнију испашу,у односу на зимски период, када се примењује шталски систем гајења у затвореном простору. 
Како неколико млекара на територији општине Сјеница, производи пастеризован сир, они користе технологију, због које сир губи своја специфична својства, јер то није традиционални сјенички сир од свежег, необраног млека, већ индустријски произведени сир.